# Senta-Sofia Delliponti

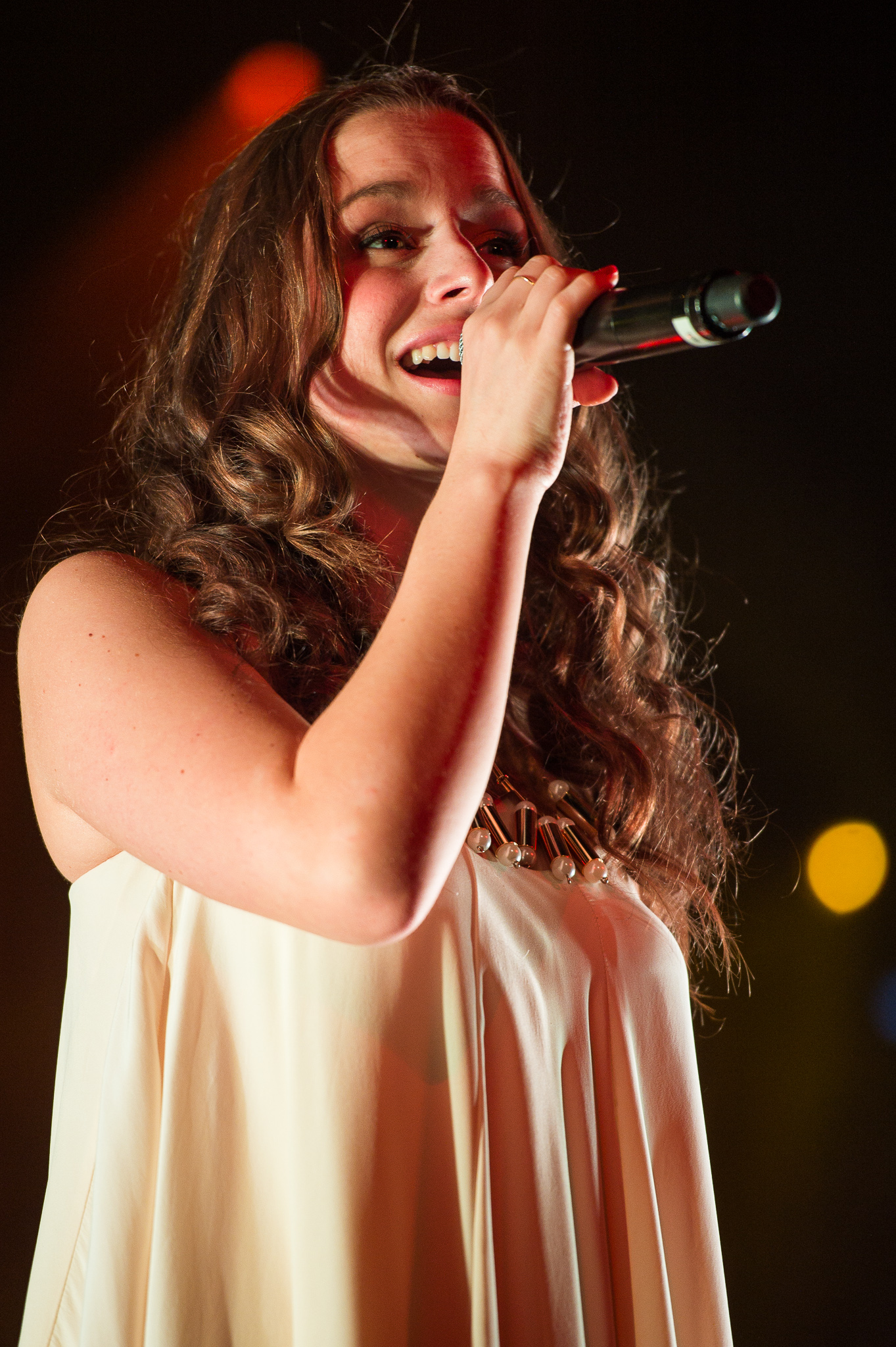
Auftritt als Oonagh (2015)

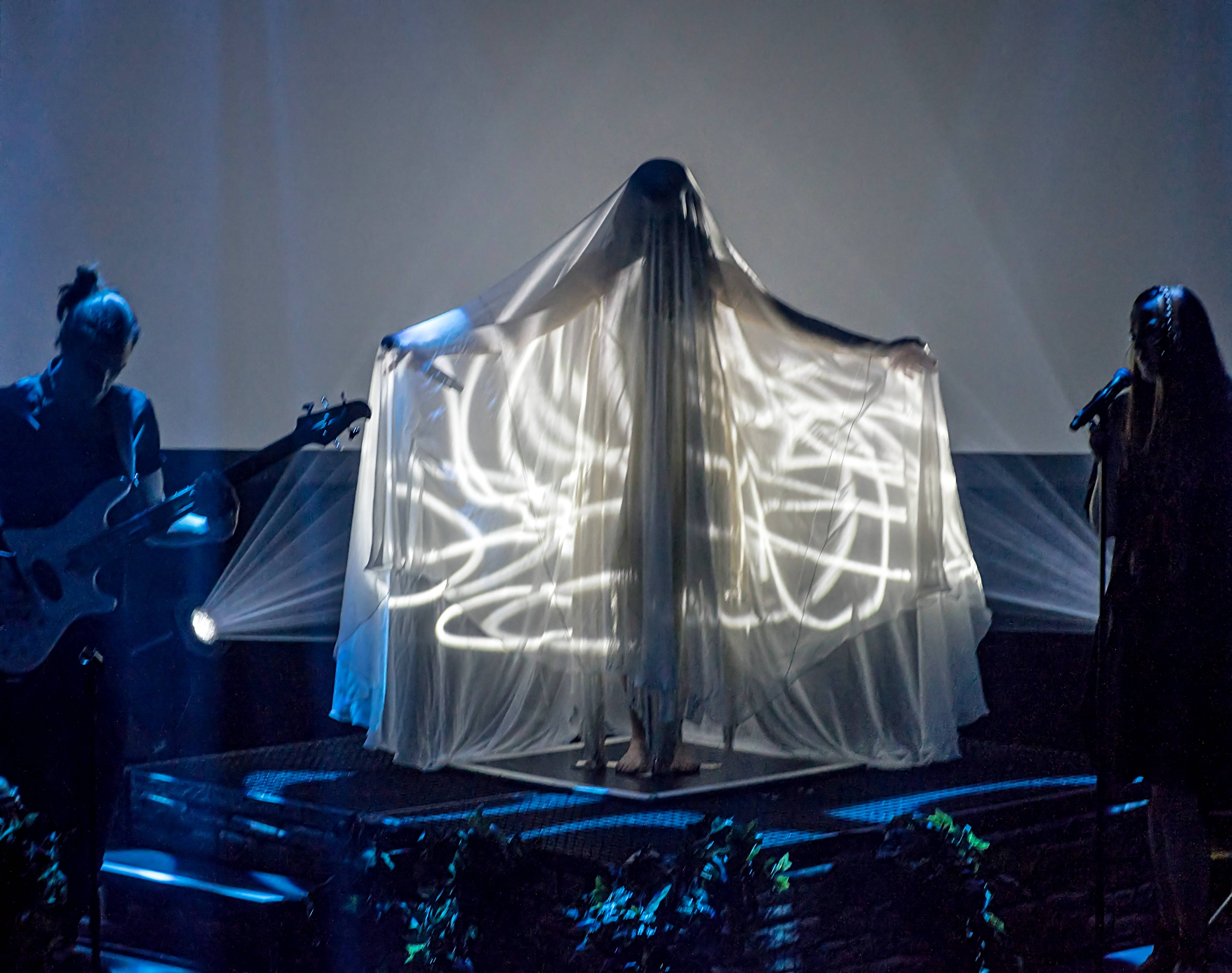
Oonagh-Konzert in Freiburg

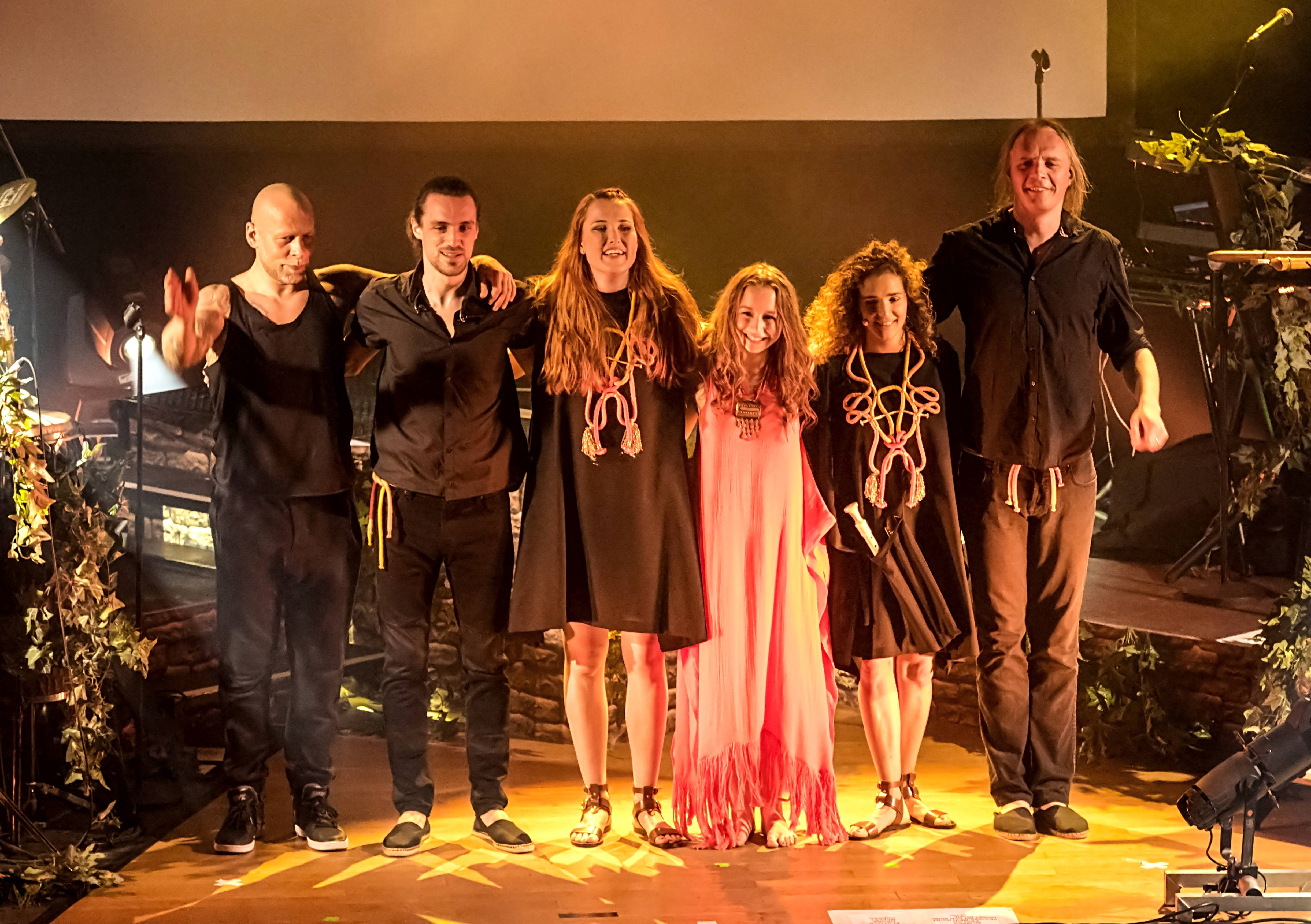
Oonagh-Konzert in Freiburg

Senta-Sofia Delliponti (* 16. April 1990 in Wolfsburg) ist eine deutsche Sängerin, Musicaldarstellerin und Schauspielerin. Von 2014 bis 2022 war sie unter dem Künstlernamen Oonagh (ˈuːna) aktiv, seither als Senta.

## Leben
Senta-Sofia Delliponti wurde als Tochter eines Italieners und einer Bulgarin geboren und wuchs im niedersächsischen Gifhorn auf. Ihr Vater Maik Delliponti ist Pizzabäcker, ihre Mutter Elena Delliponti Musiklehrerin. Bei der Namensgebung ließen sich die Eltern von der Schauspielerin Senta Berger und der Hauptstadt Sofia des Heimatlandes ihrer Mutter inspirieren. Delliponti hat einen jüngeren Bruder. Sie nahm an Musikwettbewerben teil und stand im Musical Jim Knopf auf der Bühne. Im Jahr 2006 machte sie ihren Realschulabschluss. Von 2007 bis 2010 absolvierte sie eine Ausbildung in Schauspiel und Gesang an der Schauspielschule Charlottenburg in Berlin.
Im Dezember 2017 brachte sie eine Tochter zur Welt.

### Karriere
Am 12. Juli 2003 hatte Delliponti ihren ersten Auftritt in der Castingshow Star Search auf Sat.1. Sie machte in der Kategorie Music Act von 10 bis 15 Jahren mit und konnte sich bis zum Finale durchsetzen. Hinter ihrem Mitstreiter Daniel Siegert wurde sie am 10. August 2003 Zweite.
Als Mitglied von Star Search – The Kids erreichte sie mit der Single Smile am 7. September 2003 Platz 5 der deutschen Charts. Die gemeinsam mit Siegert aufgenommene Nachfolgesingle Mother konnte nicht mehr an diesen Erfolg anschließen. Auf dem Weihnachtsalbum der TV Allstars sang sie O Tannenbaum.
Im Herbst 2006 gab Delliponti ihr Debüt als Solokünstlerin mit der Pop-Punk-Single Scheißegal und erreichte Platz 69 der deutschen Charts. Ihre 2007 erschienene Single Ich sehe was, was du nicht siehst ist der Titelsong der siebten Staffel der Fernsehshow Big Brother.
2008 wirkte Delliponti im Ensemble von Frühlings Erwachen in Wien mit.
Bis zum 31. Januar 2010 war Delliponti Mitglied des Tanz-der-Vampire-Ensembles in Oberhausen. Bis zum Herbst 2010 war sie in Stuttgart im selben Musical im Ensemble sowie als Cover der weiblichen Hauptrolle vorgesehen.
Von Anfang Dezember 2010 bis Mitte Juni 2013 sowie von August bis September 2020 war sie bei der RTL-Daily-Soap Gute Zeiten, schlechte Zeiten in der Rolle der Tanja Seefeld zu sehen.
Ab Januar 2014 trat Delliponti unter dem Künstlernamen Oonagh auf und veröffentlichte in jenem Jahr ihr erstes, gleichnamiges Album. Sie gewann den ECHO Pop 2015 in den Kategorien Künstlerin national Rock/Pop sowie Newcomer des Jahres (national). 2015 erschien ihr zweites Album, Aeria. 2016 wurde ihr drittes Album Märchen enden gut veröffentlicht, 2019 erschien mit Eine neue Zeit ihr viertes Album, das von mehreren Reisen nach Ost- und Südafrika inspiriert ist.
Am 7. August 2020 erschien ihr Best-of-Album, das auf Platz 10 in den deutschen Charts einstieg.
Am 14. April 2022 gab Delliponti bekannt, dass sie das Musikprojekt Oonagh nicht weiterführen werde. Zukünftig wird sie als Künstlerin Senta musikalisch unterwegs sein. Am 6. Mai 2022 veröffentlichte sie ihre erste Single Was immer es ist unter ihrem neuen Künstlernamen.
Senta hat einen Podcast „Sentahood“ über bedeutsame Wendepunkte im Leben, zu welchem sie interessante Persönlichkeiten aus dem öffentlichen Leben einlädt.

## Diskografie
Studioalben

| Jahr       | Titel Musiklabel                      | Höchstplatzierung, Gesamtwochen, AuszeichnungChartplatzierungen (Jahr, Titel, Musiklabel, Platzierungen, Wochen, Auszeichnungen, Anmerkungen) | Höchstplatzierung, Gesamtwochen, AuszeichnungChartplatzierungen (Jahr, Titel, Musiklabel, Platzierungen, Wochen, Auszeichnungen, Anmerkungen) | Höchstplatzierung, Gesamtwochen, AuszeichnungChartplatzierungen (Jahr, Titel, Musiklabel, Platzierungen, Wochen, Auszeichnungen, Anmerkungen) | Anmerkungen                                                |
| Jahr       | Titel Musiklabel                      | DE | AT | CH | Anmerkungen                                                |
| ---------- | ------------------------------------- | --- | --- | --- | ---------------------------------------------------------- |
| als Oonagh |                                       | | | |                                                            |
|            |                                       | | | |                                                            |
| 2014       | Oonagh We Love Music (UMG)            | DE3 ×3Dreifachgold · (70 Wo.)DE | AT16 (13 Wo.)AT | CH34 (9 Wo.)CH | Erstveröffentlichung: 31. Januar 2014 Verkäufe: + 300.000  |
| 2015       | Aeria We Love Music (UMG)             | DE2 Platin · (51 Wo.)DE | AT15 (11 Wo.)AT | CH41 (5 Wo.)CH | Erstveröffentlichung: 13. März 2015 Verkäufe: + 200.000    |
| 2016       | Märchen enden gut We Love Music (UMG) | DE7 Gold · (18 Wo.)DE | AT18 (3 Wo.)AT | CH30 (2 Wo.)CH | Erstveröffentlichung: 21. Oktober 2016 Verkäufe: + 100.000 |
| 2019       | Eine neue Zeit We Love Music (UMG)    | DE4 (12 Wo.)DE | AT35 (1 Wo.)AT | CH11 (3 Wo.)CH | Erstveröffentlichung: 9. August 2019                       |
| als Senta  |                                       | | | |                                                            |
|            |                                       | | | |                                                            |
| 2023       | Egal wie weit Energie Musik (WMG)     | DE42 (1 Wo.)DE | — | — | Erstveröffentlichung: 10. März 2023                        |

## Filmografie

### Gastauftritte
- 2003: Star Search (Sat.1, 4 Auftritte)
- 2003: Interaktiv (VIVA, 1 Auftritt)
- 2003: Die Schlager des Jahres (MDR, 1 Auftritt)
- 2006: The Dome (RTL II, 1 Auftritt)
- 2007: Big Brother (RTL II, 1 Auftritt)
- 2012: Das perfekte Promi-Dinner (VOX, 1 Auftritt)
- 2014: Promi Shopping Queen (VOX, 1 Auftritt)
- 2014: Der Staatsanwalt: Das Luder (ZDF, 1 Auftritt)
- 2014: Das große Fest zum Jubiläum (Das Erste, 1 Auftritt)
- 2014: Willkommen bei Carmen Nebel (ZDF, 1 Auftritt)
- 2014–2016: ZDF-Fernsehgarten on Tour (ZDF, 4 Auftritte)
- 2014: Tigerenten Club (Das Erste, 1 Auftritt)
- 2014: In aller Freundschaft: Mein Leben (Das Erste, 1 Auftritt)
- 2015: Die Helene Fischer Show 2015 (ZDF, 1 Auftritt)
- 2015: Santiano in Irland (ZDF, 1 Auftritt)
- 2016: Abendschau (BR Fernsehen, 1 Auftritt)
- 2017: Hoch im Norden (ZDF)
- 2018: MDR-Osterfeuer
- 2019: Die Helene Fischer Show 2019 (ZDF, 1 Auftritt)
- 2020: Free European Song Contest (ProSieben)
- 2020, 2023: Wer weiß denn sowas? (ARD)

### Fernsehserien
- 2010–2013, 2020: Gute Zeiten, schlechte Zeiten (RTL)

### Musikvideos
- 2013: Marco Angelini – Du & ich

Für die eigenen Musikvideos als Musikerin siehe hier.

### Synchronisation
- 2009: Horsemen

## Tourneen
- 2014: Mit den Gezeiten Tour 2014 (Vorprogramm von Santiano)
- 2015: Oonagh Tour 2015
- 2017: Märchen enden gut Tour 2017
- 2020: Eine neue Zeit – Live 2020

## Theater
- 2008: Frühlings Erwachen (Ort: Vereinigte Bühnen Wien, Rolle: Ilse)
- 2009–2010: Tanz der Vampire (Ort: Metronom Theater Oberhausen, Rolle: Cover Sarah)
- 2009: Gala (Ort: Metronom Theater Oberhausen, Rolle: Diverse)
- 2010–2011: Tanz der Vampire (Ort: Palladium Theater Stuttgart, Rolle: Sarah)
- 2012–2013: Ein Wintermärchen für Stella (Ort: Unna, Rolle: Stella)
- 2025: Walpurga - Das Musical (Ort: Harzer Bergtheater Thale, Rolle: Walpurga)

## Auszeichnungen
- 2015: Die Eins der Besten[14]
- 2015: ECHO Pop in der Kategorie Künstlerin national Rock/Pop
- 2015: ECHO Pop in der Kategorie Newcomer des Jahres (national)